# Maria Annette Tanderø Berglyd

Maria Annette Tanderø Berglyd (2020)

Maria Annette Tanderø Berglyd (* 30. November 1999) ist eine norwegische Theater- und Filmschauspielerin.

## Leben
Erste Erfahrungen mit dem Schauspiel machte Tanderø Berglyd 2005 in Werbespots zu einem Brotaufstrich. Später engagierte sie sich für das Schultheater und übernahm einige Charakterrollen.
Sie debütierte 2009 im Spielfilm Julenatt i Blåfjell als Schauspielerin. 2011 übernahm sie die weibliche Hauptrolle in Anne liebt Philipp. 2013 hatte sie eine größere Rolle im Spielfilm Drachenkrieger – Das Geheimnis der Wikinger inne. Sie wirkte in einzelnen Episoden verschiedener norwegischer Fernsehserien mit. Seit 2020 verkörpert sie die Rolle der Ulla Østgaard in der Fernsehserie Atlantic Crossing.

## Filmografie
- 2009: Julenatt i Blåfjell
- 2011: Anne liebt Philipp (Jørgen + Anne = sant)
- 2013: Drachenkrieger – Das Geheimnis der Wikinger (Gåten Ragnarok)
- 2016: Beyond Sleep
- 2016: Underholdningsavdelingen (Fernsehserie, Episode 4x09)
- 2016: Satiriks: 5080 Nyhetskanalen (Mini-Serie)
- 2017: Slutten av året (Kurzfilm)
- 2018: Sonos (Kurzfilm)
- 2019: Det kunne vært verre (Fernsehserie, Episode 2x05)
- 2019: Tenkte på noe (Kurzfilm)
- 2020: I’m a little anxious today (Kurzfilm)
- 2020: Stjernestøv (Fernsehserie, Episode 1x01)
- seit 2020: Atlantic Crossing (Fernsehserie)